# Torneio Internacional Interclubes de Futebol Feminino

Das offizielle Logo des Turniers

Das Torneio Internacional Interclubes de Futebol Feminino war ein Wettbewerb für Frauenfußball-Vereinsmannschaften und wurde zwischen dem 5. und dem 15. Januar 2011 im Estádio Doutor Adhemar de Barros in der brasilianischen Stadt Araraquara ausgespielt.
Ursprünglich sollte gegen Ende des Jahres 2010 in Brasilien die erste FIFA-Klub-Weltmeisterschaft der Frauen stattfinden. Nachdem diese Ideen aus unterschiedlichen Gründen nicht realisiert werden konnte, organisierte der FC Santos – Südamerikas damals professionellster und am weitesten entwickelter Frauenfußballverein sowie zweimaliger Gewinner der Copa Libertadores Femenina – ein Ersatzturnier. Von den vier teilnehmenden Mannschaften reiste jedoch lediglich der schwedische Spitzenklub Umeå IK von außerhalb Brasiliens an. Ausrichter des Torneio Internacional Interclubes de Futebol Feminino waren die Federação Paulista de Futebol und die Sportmarketingagentur SportPromotion; übertragen wurden die Spiele unter anderem von den Fernsehstationen Rede Bandeirantes und BandSports. In einem Rundenturnier treten die Mannschaften zunächst gegeneinander an. Die zwei am Ende bestplatzierten Vereine bestritten das Finale, während die anderen beiden im Spiel um Platz 3 aufeinander trafen.

## Turnierverlauf

### Gruppenphase
| Pl. | Verein                     | Sp. | S | U | N | Tore    | Diff. | Punkte |
| --- | -------------------------- | --- | - | - | - | ------- | ----- | ------ |
| 1.  | FC Santos                  | 3   | 2 | 1 | 0 | 006:300 | +3    | 07     |
| 2.  | Auritânia Foz do Iguaçu FC | 3   | 1 | 2 | 0 | 005:400 | +1    | 05     |
| 3.  | SE Palmeiras               | 3   | 1 | 1 | 1 | 004:300 | +1    | 04     |
| 4.  | Umeå IK                    | 3   | 0 | 0 | 3 | 005:100 | −5    | 0      |

|                                        |   |                            |     |
| Mittwoch, 5. Januar 2011 um 19:30 Uhr  |   |                            |     |
| Auritânia Foz do Iguaçu FC             | – | SE Palmeiras               | 1:1 |
| Mittwoch, 5. Januar 2011 um 21:50 UHr  |   |                            |     |
| FC Santos                              | – | Umeå IK                    | 4:2 |
| Sonntag, 9. Januar 2011 um 16:00 Uhr   |   |                            |     |
| FC Santos                              | – | SE Palmeiras               | 1:0 |
| Sonntag, 9. Januar 2011 um 18:00 Uhr   |   |                            |     |
| Umeå IK                                | – | Auritânia Foz do Iguaçu FC | 2:3 |
| Mittwoch, 12. Januar 2011 um 19:30 Uhr |   |                            |     |
| Umeå IK                                | – | SE Palmeiras               | 1:3 |
| Mittwoch, 12. Januar 2011 um 22:00 Uhr |   |                            |     |
| FC Santos                              | – | Auritânia Foz do Iguaçu FC | 1:1 |

### Spiel um Platz 3
|                                       |   |         |     |
| Samstag, 15. Januar 2011 um 13:30 Uhr |   |         |     |
| SE Palmeiras                          | – | Umeå IK | 3:1 |

### Finale
|                                       |   |                            |     |
| Samstag, 15. Januar 2011 um 19:30 Uhr |   |                            |     |
| FC Santos                             | – | Auritânia Foz do Iguaçu FC | 3:2 |